# Dana Stehlíková
Dana Stehlíková (* 10. srpna 1954 Praha) je česká historička umění specializovaná na umělecké řemeslo středověku a staršího novověku, kurátorka, vysokoškolská pedagožka a grafička.

## Životopis
Absolvovala Akademické gymnázium v Praze a Pedagogické fakultě UK, obor matematika – výtvarná výchova. V letech 1982–1990 se věnovala užité grafice, především jako ilustrátorka (vědecká ilustrace, 50 kreslených seriálů a obálky pro časopis Mladý filatelista, ilustrace a karikatury v dalších časopisech a novinách), do roku 1990 uspořádala tři samostatné výstavy, zúčastnila se několika kolektivních výstav.
Studium na Filozofické fakultě UK, obor dějiny umění a dějiny zakončila v roce 1981 dizertací Pražští zlatníci pozdní gotiky 1420–1526. V letech 1978–1990 pracovala v archeologickém oddělení Pražského střediska státní památkové péče a ochrany přírody. V letech 1982–1989 absolvovala externí vědeckou aspiranturu v Ústavu dějin umění Československé akademie věd v Praze (téma Objednavatelé umění za vlády krále Jana Lucemburského). V letech 1990–1997 pracovala jako kurátorka sbírek textilu (1990), drahých kovů a různých materiálů v Uměleckoprůmyslovém muzeu v Praze. V letech 1990–1992 absolvovala postgraduální kurátorská studia v Institutu für Kulturwissenschaft ve Vídni a Kremži.
V letech 1998-2017 pracovala jako kurátorka sbírek drahých kovů a Lapidária v oddělení starších českých dějin Národního muzea v Praze. Věnuje se dějinám uměleckých řemesel, zejména zlatnictví, dějinám církevního umění (např. klášterů v Břevnově, v Oseku, na Ostrově u Davle) a kamenosochařství. Publikuje vědecké i popularizující stati a knihy. Připravila tři desítky výstav v České republice i v zahraničí (Itálie, Izrael, Rakousko, USA), účastní se týmových vědeckých projektů.
Od roku 2000 externě přednáší dějiny šperku (dějiny uměleckého řemesla) na Vysoké škole uměleckoprůmyslové v Praze. Od roku 2017 přednáší uměleckohistorická témata na Univerzitě třetího věku Vysoké školy ekonomické v Praze.

## Výběr z bibliografie
- Pražské zlatnické dílny v 15. století, in: Archaologia historica 8, 1983, s. 267–286
- Pražští zlatníci v letech 1400-1471, in: Staletá Praha XIV, 1984, s. 171–188
- K českému zlatnictví doby husitské a pohusitské (1417–1471), in: Umění 40 č. 4-5, (1992,) s. 301–311
- Nejstarší pečeti vyšehradské kapituly a jejího duchovenstva do roku 1420, in: Královský Vyšehrad: sborník příspěvků k 900. výročí úmrtí prvního českého krále Vratislava II. (1061-1092), editor Bořivoj Nechvátal. Praha 1992. s. 171-186.
- Břevnovský klášter a okolí. Praha: Arciopatství benediktinů u sv. Markéty v Břevnově, 1994
- Kabinety umění a kuriosit. (editorka a spoluautorka). Praha UPM 1995
- Z pokladů litoměřické diecéze. Umělecké řemeslo 13.-19. století. Litoměřice, Severočeská galerie 1996
- Mexické dobrodružství Maxmiliána Habsburského: průvodce výstavou uspořádanou ve dnech 8. července až 31. října 1999 v Lobkovickém paláci na Pražském hradě, (spoluautor Lubomír Sršeň). Národní muzeumn Praha 1999
- Poklad Vyšehradské kapituly a klenoty vyšehradských prelátů, in: Královský Vyšehrad 2.. Sborník příspěvků k miléniu a k posvěcení nových zvonů na kapitulním chrámu sv. Petra a Pavla, ed. Nechvátal, Bořivoj. Kostelní Vydří: Karmelitánské nakladatelství, 2001 383 s., ISBN 80-7192-599-3, s. 193–208
- Encyklopedie českého zlatnictví, stříbrnictví a klenotnictví. Praha: Libri, 2003, 408 stran, obr., ISBN 80-85983-90-7
- 800 let kláštera v Oseku (1196–1996). Katalog výstavy konané v refektáři kláštera od 25.5. do 20. 10. 1996. [Aut.]:Stehlíková, Dana a kol. Praha Unicornis, 1996, 112 s.
- Das Reliquienkreuz von Vyšší Brod, in: Nobiles Officinae. Die königlichen Hofwerkstätten zu Palermo zur Zeit der Normannen und Staufer im 12. und 13. Jahrhundert. Editor Wilfried Seipel. Kunsthistorisches Museum, Wien–Palzzo dei Normanni Palermo 2004, s. 239–242, ISBN 3-85497-076-5
- Klenotnice Vyšehradské kapituly. Praha: Královská kolegiátní kapitula sv. Petra a Pavla na Vyšehradě, 2006
- Svatý Václav, ochránce České země (editorka, autorka kapitoly Poklad sv. Václava a hesel z oborů preciosa, paramenta, pečeti a pečetidla). Vydalo Arcibiskupství pražské ve spolupráci s Národní galerií, Univerzitou Karlovou a Národním muzeem. NLN Praha 2008 (bez ISBN)
- More valuable than originals? Plaster cast collection in the National Museum in Prague, in: Plaster casts : Making, Collecting and Displaying from Classical Antiquity to the Present. Eds. Rune Frederikssen and Marchand Eckard. Walter de De Gruyter Berlin-New York 2010, s. 517–538; ISBN 978-3-11-020856-6
- Eva Matějková-Dana Stehlíková, Archeologické nálezy klenotů ze druhé poloviny 13. století, In: Čechy jsou plné kostelů. = Boemia plena est ecclesiis. Kniha k poctě PhDr. Anežky Merhautové, DrSc. Praha NLN, 2010, s. 351–367, ISBN 978-80-7422-031-9.
- Nejstarší české kaple Božího hrobu a poutě, in: Být poutníkem v dobách minulých a dnes. Sborník příspěvků z mezinárodní konference Poutní cesty na Šumavě. AgAkcent Zavlekov pro město Hartmanice, 2010 95 s., ISBN 978-80-87018-12-5 s. 17–23
- Svatá Anežka Česká : princezna a řeholnice, publikace s katalogem k výstavě. Uspořádalo Arcibiskupství pražské ve spolupráci s Národní galerií v Praze. Kolektiv autorů, editor Vladimír Kelnar. Praha : Arcibiskupství pražské, 2011; kapitoly Pečetě (s. 136-147) a Umělecké řemeslo (s. 238-263). ISBN 978-80-7422-145-3
- K původu Michelské madony a jejího dárce, in: Artem ad vitam, sborník k jubileu prof. dr. Ivo Hlobila. Editoři Helena Dáňová, Klára Mezihoráková a Dalibor Prix. Artefactum Praha 2012, s. 305-314. ISBN 978-80-86890-46-3
- Josef Opitz v Národním muzeu (1941–1945), in: Josef Opitz a umění na Chomutovsku a Kadaňsku 1350-1590, sborník z mezinárodní vědecké konference Josef Opitz a umění na Chomutovsku a Kadaňsku 1350–1590, Chomutov 17.–18.10.2013 / Josef Opitz a umění na Chomutovsku a Kadaňsku 1350–1590 (konference); Oblastní muzeum Chomutov 2015, s. 55–64; ISBN 978-80-87898-11-6.
- Gold- and silversmiths in Prague (c. 1300–c. 1420). In: Orfèvrerie gothique en Europe: production et réception. edice Études lausannoises d’histoire de l’art. Sborník z vědeckého kolokvia, konaného 26. – 29. 3. 2013 na Univerzitě v Lausanne), Roma, Viella 2016, s. 51–79. ISBN 978-88-6728-575-4.
- Metamorfózy politiky: pražské pomníky 19. století, publikace k výstavě. Clam-Gallasův palác 25. září 2013 - 5. ledna 2014. Archiv hlavního města Prahy ve spolupráci s Noemi Arts&Media a spolkem Scriptorium, 2013, ISBN 978-80-86852-52-2, kapitola Miniatury pomníků, s. 127-137 a hesla.
- Odhalení, stržení a druhý život Radeckého pomníku, in: Maršál Radecký, od vojevůdce k pomníku, jubilejní sborník k 250. výročí narození; Hojda Zdeněk, Štogrová Jarmila, Bárta, Jan (editoři). Praha 2016, ISBN 978-80-88073-14-7
- Lapidárium Národního muzea. Inː Velká kniha o Národním muzeu. Praha: Národní muzeum, 2016. ISBN 978-80-7036-476-5
- Práce s českým granátem v Národním muzeu v kontextu evropského sběratelství, in: Český granát, historie, identifikace a zpracování v kontextu muzejních sbírek, editoři Radek Hanus, Alena Selucká a Pavla Stöhrová. Technické muzeum v Brně 2019, s. 113-136, ISBN 978-80-87896-73-0
- Svatovítský poklad, in: Posunuté milénium. 1050 let od založení pražského biskupství. Editoři Jan Kotous a Vratislav Vaníček. Praha: Nakladatelství Lidové noviny 2024, ISBN 978-80-7422-954-1
- další bibliografie[1]
- Stříbrná maska abatyše Mlady v kontextu zlatnictví od středověku, inː Ctihodná Mlada, kněžna a abatyše. Sborník příspěvků, editoři Jan Frolík a Dominika Jana Bohušová, OP. Vydalo Arcibiskupství pražské, Praha 2024, ISBN 978-80-86982-13-7